# Karen Cloutier
Karen Cloutier (1957 – 18 maggio 2016) è stata una sciatrice alpina canadese.

## Biografia
Sciatrice originaria di Sainte-Agathe-des-Monts e membro della nazionale canadese, Karen Cloutier vinse il titolo nazionale nella discesa libera nel 1976 e gareggiò in Can-Am Cup almeno fino al 1977; non prese parte a rassegne olimpiche e non ottenne piazzamenti in Coppa del Mondo o ai Campionati mondiali.

## Palmarès

### Campionati canadesi
- 1 medaglia[4]:
  -  1 oro (discesa libera nel 1976)[senza fonte]